# Мостище (Дзержинский район)
Мости́ще (бел. Масцішча) — деревня в составе Негорельского сельсовета Дзержинского района Минской области Беларуси. Деревня расположена в 14 километрах от Дзержинска, 51 километрах от Минска и 7 километрах от железнодорожной станции Негорелое.

## История
Известна с конца XVII века в Минском повете Минского воеводства Великого княжества Литовского, владение Радзивиллов. После второго раздела Речи Посполитой в 1793 году, перешла в состав Российской империи. В 1800 году — 17 дворов, 73 жителя, владение Доминика Радзвилла в составе фольварка Зубревичи, действовала мельница. В 1815 году принадлежала помещику Эмерику Чапскому, насчитывалось 38 мужчин. В конце XIX — начале XX века в Койдановской волости Минского уезда. В 1897 году — 5 дворов, 35 жителей. 
С 9 марта 1918 года в составе провозглашённой Белорусской Народной Республики, однако фактически находилась под контролем германской военной администрации. С 1 января 1919 года в составе Советской Социалистической Республики Белоруссия, а с 27 февраля того же года в составе Литовско-Белорусской ССР, летом 1919 года деревня была занята польскими войсками, после подписания рижского мира — в составе Белорусской ССР.
С 20 августа 1924 года — в составе Негорельского сельсовета (в 1932—36-х годах — национального польского) Койдановского (затем Дзержинского) района Минского округа. В 1937—1939 годах — в Минском районе. В 1926 году — 6 дворов, 31 житель. В 30-е годы был организован колхоз.
В Великую Отечественную войну с 28 июля 1941 года по 7 июля 1944 года деревня была оккупирована немецко-фашистскими захватчиками, на фронте погибли 8 жителей деревни. В послевоенное время входила в колхоз «Красное Знамя». В 1991 году — 63 хозяйства и 97 жителей. По состоянию на 2009 год выходит в состав филиала «Крион-Агро». 30 октября 2009 года деревня передана из ликвидированного Негорельского поссовета в Негорельский сельсовет.

## Население
| Численность населения (по годам) | Численность населения (по годам) | Численность населения (по годам) | Численность населения (по годам) | Численность населения (по годам) | Численность населения (по годам) | Численность населения (по годам) |
| 1800                             | 1897                             | 1909                             | 1926                             | 1997                             | 1999                             | 2004                             |
| -------------------------------- | -------------------------------- | -------------------------------- | -------------------------------- | -------------------------------- | -------------------------------- | -------------------------------- |
| 73                               | ↘ 35                             | ↗ 39                             | ↘ 31                             | ↗ 96                             | ↘ 59                             | ↘ 43                             |
| 2010                             | 2017                             | 2018                             | 2020                             | 2022                             |                                  |                                  |
| → 43                             | ↘ 28                             | → 28                             | ↘ 27                             | ↘ 25                             |                                  |                                  |

## Достопримечательности
- Памятник землякам, расположенный в центре деревни. Установлен в память 7 жителей деревни, которые погибли на фронтах Великой Отечественной войны. В 1967 году на месте памятника был установлен обелиск[7].